# إد فرانكو
إد فرانكو (بالإنجليزية: Ed Franco)‏ هو لاعب كرة قدم أمريكية أمريكي، ولد في 24 أبريل 1915 في نيويورك في الولايات المتحدة، وتوفي في 18 نوفمبر 1992 في بايون في الولايات المتحدة بسبب نوبة قلبية.